# Feuersnot
Feuersnot (título original en alemán; en español, La necesidad de fuego o Ansia de fuego), Op. 50) es un Singgedicht (poema cantado) u ópera en un acto con música de Richard Strauss y libreto en alemán de Ernst von Wolzogen, basado en el artículo de J. Ketel "Das erloschene Feuer zu Audenaerde" en la Oudenaarde Gazette, Leipzig, 1843. Se estrenó en la Königliches Opernhaus de Dresde el 21 de noviembre de 1901.
Temáticamente, la ópera se ha interpretado como una parodia de la idea de Richard Wagner de "redención a través del amor", con el personaje de Kunrad representando al propio Strauss.

## Historia
Fue la segunda ópera de Strauss.  Se estrenó en la Königliches Opernhaus de Dresde el 21 de noviembre de 1901.  Gustav Mahler dirigió el estreno en Viena en la Hofoper el 29 de enero de 1902, en presencia del compositor, pero no fue un éxito comercial, a pesar de la cuidadosa preparación musical de Mahler. En tiempos del estreno, los subtextos eróticos y sexuales y la psicología eran perturbadoras para el público, así como lo que se percibía como naturaleza "avanzada" de la propia música a los músicos de ideas más conservadoras.
Esta ópera rara vez se representa en la actualidad; en las estadísticas de Operabase no aparece entre las óperas representadas en el período 2005-2010.

## Personajes
| Personaje                                 | Tesitura        | Reparto del estreno, 21 de noviembre de 1901 (Director: Ernst von Schuch) |
| ----------------------------------------- | --------------- | ------------------------------------------------------------------------- |
| Schweiker von Gundelfingen, el alguacil   | tenor bajo      | Franz Petter                                                              |
| Ortolf Sentlinger, el alcalde             | bajo            | Franz Nebuschka                                                           |
| Diemut, su hija                           | soprano alta    | Annie Krull                                                               |
| Elsbeth, su amiga                         | mezzosoprano    | Frl. Lautenbacher                                                         |
| Wigelis, su amiga                         | contralto grave | Irene von Chavanne                                                        |
| Margret, su amiga                         | soprano alta    | Minnie Nast                                                               |
| Kunrad, el alquimista                     | barítonoalto    | Karl Scheidemantel                                                        |
| Jörg Pöschel, el Leitgeb                  | bajo profundo   | Ernst Wachter                                                             |
| Hämmerlein, el mercero                    | barítono        | Josef Höpfl                                                               |
| Kofel, el herrero                         | bajo            | Friedrich Plaschke                                                        |
| Kunz Gilgenstock, el panadero y cervecero | bajo            | Hans Geißler                                                              |
| Ortlieb Tulbeck, el tonelero              | tenor alto      | Anton Erl                                                                 |
| Ursula, su esposa                         | contralto       | Franziska Schäfer                                                         |
| Ruger Asbeck, el alfarero                 | tenor           | Theodor Kruis                                                             |
| Walpurg, su esposa                        | soprano alta    | Gisela Staudigl                                                           |
| Ciudadanos, mujeres, niños, criados       |                 |                                                                           |